# Могильниця (потік)
Могильниця (пол. Mogielica (dopływ Słopniczanki), Mogilnica) — гірський потік в Польщі, у Лімановському повіті Малопольського воєводства. Ліва притока Слопнічанки, (басейн Балтійського моря).

## Опис
Довжина потоку 7 км, падіння потоку 321  м, похил потоку 45,86  м/км, найкоротша відстань між витоком і гирлом — 5,14  км, коефіцієнт звивистості потоку — 1,37 . Формується багатьма гірськими безіменними потоками. Потік тече у Бескиді Вишповому.

## Розташування
Бере початок на південно-східних схилах гори Могеліци (1171 м) на висоті 800 м над рівнем моря (гміна Слопніце). Тече переважно на північний схід через Солтиство Слопніце Дольне Крулєвське і на висоті 479 м над рівнем моря у населеному пункті Завади (населений пункт солтиства) впадає у річку Слопнічанку, праву притоку Лососіни.

## Цікаві факти
- Понад потоком проходить місцева дорога від Завади до Врублювкі (населені пункти солтиства гміни Слопніце). Дорога закінчується тупиком.[3]
- Навколо потоку пролягають туристичні шляхи, яки на мапі туристичній значаться кольором: зеленим (Добра — Лопень (961 м) — Вежа огляду Могелиці — Хрест партизан — Заповідниця (840 м) — Чіхонь (929 м) — Остра (925 м) — Єжова Вода 895 м); жовтим (Вежа огляду Могелиці — Кочури — Тумбарк); червоним (Хишувка — Кочури — Слопніце).[3]
- На лівому березі потоку розташована гора Сьверчек (734 м).[3]